# Solapur (huyện)
Huyện Solapur là một huyện thuộc bang Maharashtra, Ấn Độ. Thủ phủ huyện Solapur đóng ở Solapur. Huyện Solapur có diện tích 14895 ki lô mét vuông. Đến thời điểm năm 2001, huyện Solapur có dân số 3855383 người.